# علی‌رضا خان گروسی

علی‌رضا خان گروسی در کنار علیقلی‌خان سردار اسعد

علی‌رضا خان گروسی و قشون گروس برای مقابله با رحیم‌خان چلبیانلو در قره‌داغ

علی‌رضا خان گروسی (زادهٔ ۱۲۱۵ خورشیدی در بیجارگروس – درگذشتهٔ ۱۲۸۹ خورشیدی در کرسف) یکی از حکام منطقهٔ گروس بود. او فرزند زین‌العابدین خان گروسی و برادر سرتیپ مظفرخان گروسی و پسر عمو و داماد امیرنظام گروسی بود.

## زندگی‌نامه
علی‌رضاخان با امیرزاده خانم دختر امیرنظام گروسی ازدواج کرد و از این ازدواج صاحب سه فرزند به نام‌های تقی خان، کوکب و بتول شد، ازدواج دوم او با طلعت‌الدوله از اهالی تهران بود که از این ازدواج صاحب یک دختر به نام محترم‌السلطنه شد.
علی‌رضاخان از حاضران رکاب ناصرالدین‌شاه قاجار و مأموریتی سرحدات را داشته‌است. وی از صاحب منصبان کل توپخانهٔ ایران بوده‌است. علی‌رضاخان در سال ۱۳۰۰ هجری قمری، نشان سرتیپی توپخانه شاهنشاهی را به دست آورد و در جمادی‌الثانی ۱۳۰۸ هجری قمری، از درجهٔ سرتیپی به درجهٔ ژنرال آجودان انتقال یافت. او در زمان ناصرالدین‌شاه قاجار به عنوان امیرتومانی رسید.
علی‌رضاخان پنج بار به‌طور متوالی به‌عنوان حاکم گروس برگزیده شد که اولین بار به دست امیرنظام گروسی انتخاب شد و حکومت منطقه گروس که به صورت ارثی به خاندان امیرنظام گروسی تعلق داشت به او واگذار گردید. علی‌رضاخان در گروس خدمات زیادی کرد اما تغییر رفتار او با مردم منطقه و درگیری‌هایش با خان‌ها و … باعث شد مردم و کسبه از او به دربار شکایت کنند. سیدحسین مشیرالسلطان در شوال ۱۳۲۰ ه‍.ق جانشین علی‌رضاخان شد، وی از ترس علی‌رضاخان وارد گروس نمی‌شود و به جای خود نایب‌الحکومه به گروس می‌فرستد که علی‌رضاخان نایب‌الحکومه را گرفته و به چوب بسته و به تلگراف‌خانهٔ صدر اعظم هم اعتنایی نکرد تا این‌که میرزا علی‌اصغر اتابک (امین‌السلطان) صدراعظم مظفرالدین‌شاه قاجار پنجاه سوار از تهران فرستاد تا علی‌رضاخان را دستگیر و به تهران بیاورند که این‌گونه نیز شد و او را تبعید کردند و بعد از این واقعه مشیرالسلطان چندین ماه دیگر نیز حکومت کرد تا این‌که در ربیع‌الاول سال ۱۳۲۱ ه‍.ق خلع و مرتضی قلی‌خان صدق‌الدوله به حکومت گروس رسید، بعد از صدق‌الدوله بار دیگر مشیرالسلطان حاکم گروس شد، علی‌رضاخان بعد از تبعید برای چهارمین مرتبه حکومت را در دست گرفت، شاهزاده یمین‌الدوله ضل‌السلطان در ماه شوال سال ۱۳۲۷ ه‍.ق از طرف وزارت داخله جانشین علی‌رضاخان شد، و سرانجام علی‌رضاخان برای پنجمین بار در اواخر ربیع‌الاول سال ۱۳۲۹ ه‍.ق حاکم گروس شد.

## انقلاب مشروطه
در سال ۱۳۲۵ ه‍.ق در انجمنی که به نام انجمن خدمت تشکیل شده بود وی نیز مانند سایر حکام مستبد ایران و درباریان قاجار به این مجلس رفت و سوگند یاد کرد که به مشروطیت وفادار بماند و در راه اقتدار و حفظ آن از جان مایه گذارد. اما بعد از این‌که علی‌رضاخان برای پنجمین بار حاکم گروس شد گروس در اوج ناامنی و آشوب و غارت‌زدگی بود و همچنین شورش سالارالدوله قاجار به ادعای سلطنت محمدعلی‌شاه نیز به اوضاع آشفتهٔ گروس افزود و از آنجا که سالارالدوله با علی‌رضاخان روابط دوستانه داشت، علی‌رضاخان جهت کمک به وی و مهیا کردن لشکر و اردوی نظامی از هیچ کاری دریغ نکرده و تا توانست از مردم باج و خراج گرفت و معادل بیست و پنج هزار تومان از مالیات گروس مأخوذ نموده و تقدیم به اردوی سالارالدوله نمود و برای پشتیبانی از سالارالدوله به مشروطیت پشت کرده به‌طوری‌که به سالارالدوله تلگراف کرده و می‌نویسد:
| ای مرا تو مصطفی من چون عمر |  | از برای خدمتت بندم کمر |

و در همین بحبوحه یعنی مرداد ماه سال ۱۳۲۹ ه‍.ق ولایت گروس ضمیمهٔ کردستان و کرمانشاهان می‌گردد و به سردار ظفر بختیاری و نصیرخان سردار جنگ سپرده می‌شود و علی‌رضاخان گروسی از حکومت گروس عزل می‌گردد. وی پس از عزل شدن از حکومت در ۱۰ شعبان ۱۳۲۹ ه‍.ق با تعدادی سرباز و سوار توپچی در محلهٔ فیض‌آباد به خانهٔ حاج حسن‌خان کلانتر وارد و به اردوی سالارالدوله ملحق شد. هنگامی‌که که وی وارد اردوی سالارالدوله شد او سوار و اردوی آن‌چنانی نداشت به‌طوری‌که علی‌رضاخان خود گفته بود اگر من نمی‌شدم نه کردستان تسلیم و نه اردو برایش جمع می‌شد. ضمناً افتخارنظام گروسی نیز که فرمانده سواره‌نظام گروس بود به دستور دایی خود علی‌رضاخان با استفاده از نیروهای دولتی جهت اردوی سالارالدوله از مردم گروس باج و خراج بسیاری گرفت و به‌جای آن‌که حافظ جان و مال مردم گروس باشد باعث خرابی و ویرانی گروس گردید.
سالارالدوله کم‌کم قدرت گرفته و تا حوالی ساوه پیش آمده و کسی توان مقابله با سپاه وی را نداشت و به سوی تهران در حرکت بود. در ۳ شوال ۱۳۲۹ ه‍.ق سردار ظفر و سردار جنگ در نزدیکی ساوه به جنگ با سپاهیان سالارالدوله پرداختند که در میان سپاهیان سالارالدوله سواران علی‌رضاخان گروسی نیز بوده‌اند که شکست خوردند و بازماندگان نبرد گریختند.

## وقایع آذربایجان
در جریان وقایع آذربایجان که در آغاز سال ۱۳۲۸ ه‍.ق به رهبری ستارخان و باقرخان به وجود آمد. علی‌رضاخان گروسی نیز فعالانه در راه آزادی ملت شرکت داشت این‌گونه که در جریان قیام ستارخان سردار ملی و باقرخان سالار ملی در آغاز سال ۱۳۲۸ ه‍.ق نیرویی به فرماندهی و تحت فرمان رحیم‌خان به جنگ ستارخان شتافت به صورتی که او را در اردبیل محصور کرده و در حال خاموش کردن این قیام بود که دو نیرو یکی به سرداری سردار محیی از راه انزلی و یکی به سرداری سردار بهادر بختیاری و یپرم‌خان از راه قزوین به‌سوی آذربایجان برای کمک به ستارخان شتافتند و در این میان علی‌رضاخان گروسی امیرتومان هم در ۷ محرم ۱۳۲۸ ه‍.ق وارد سراب شد و به‌سوی اهر حرکت کرد تا به همراهی سیصد سوار از گروس که داوطلبانه به لشکر دولتی پیوسته بودند ستارخان را آزاد سازند و این‌گونه نیز شد و اینان هم دلیری‌ها و جان‌فشانی‌ها نمودند تا آزادگی را به ایران بازگردانند.

## مرگ
علی‌رضاخان گروسی در سال ۱۳۲۹ هجری قمری در جنگ و درگیری با جهانشاه‌خان امیرافشار در کرسف جزو ولایت گروس کشته شد.